# (420779) Świdwin
(420779) Świdwin – planetoida o średnicy przekraczającej 1,5 km z grupy pasa głównego asteroid, okrążająca Słońce w ciągu 4,22 lat w średniej odległości 2,61 au. Odkryta 11 kwietnia 2013 roku przez Rafała Reszelewskiego w obserwatorium na Teneryfie w ramach projektu TOTAS zajmującego się poszukiwaniem planetoid. W roku 2015 instytut Minor Planet Center nadał planetoidzie nazwę miasta Świdwin w województwie zachodniopomorskim, z którego pochodzi odkrywca.